# حافظ الغويل
حافظ الغويل هو صحفي وباحث ليبي أمريكي. وهو زميل غير مقيم في معهد السياسة الخارجية (FPI) بكلية بول نيتز للدراسات الدولية المتقدمة (SAIS) بجامعة جونز هوبكنز ومستشار أول في ماكسويل ستامب، وهي شركة استشارات اقتصادية دولية، حيث يتخصص في قضايا الشرق الأوسط السياسية والاقتصادية والاجتماعية، كما أنه يرأس قسم الاتصالات الاستراتيجية العالمية الخاصة بالشركة.
وهو أيضًا مستشار أول في أوكسفورد أناليتكا، وهي شركة استشارية عالمية للمخاطر، وكاتب عمود في عرب نيوز.
من يناير 2015 حتى وقت قريب، كان حافظ زميلًا غير مقيم في مركز رفيق الحريري للشرق الأوسط التابع للمجلس الأطلسي في واشنطن العاصمة.
يشغل حافظ الغويل أيضًا منصب عضو مجلس إدارة المجلس الوطني للعلاقات الأمريكية الليبية، ومنصب عضو مجلس إدارة شركة الاستشارات "NH & Associates".
بالإضافة إلى ذلك، فإن حافظ الغويل كاتب عمود في جلف نيوز والجزيرة الإنجليزية ومعلق مخضرم على الاقتصاديات السياسية في الشرق الأوسط وشمال أفريقيا. نُشرت تعليقاته وتحليلاته على نطاق واسع في وسائل الإعلام الدولية، والتي تشمل رويترز، آيه بي سي نيوز، بي بي سي، تلفزيون صوت ألمانيا، الجزيرة الإنجليزية،   الإذاعة الوطنية العامة، بي بي إس فرنتلاين، نيوزأور، سي جي تي إن أميركا، وراديو فرنسا الدولي (RFI).
وهو أيضًا معلق شبه دائم في العديد من القنوات الإخبارية العربية، على سبيل المثال قناة العربية وقناة العربي وقناة الحرة وغيرها.
تظهر آرائه وتعليقاته أيضًا في المنشورات المطبوعة مثل فاينانشال تايمز، وول ستريت جورنال، صوت أمريكا، واشنطن تايمز،  يونايتد برس إنترناشيونال، نيوزويك، ذا واشنطن دبلومات، ذا ناشيونال، جلف نيوز، وغيرهم.
يشمل مجال خبرته قضايا المجتمع والسياسة والاقتصاد في منطقة الشرق الأوسط وشمال إفريقيا، والجغرافيا السياسية، والعلاقات الدولية، وخاصة العلاقات بين الولايات المتحدة والشرق الأوسط، مع التركيز بشكل خاص على الشؤون الداخلية والخارجية لليبيا. غالبًا ما يوصف في وسائل الإعلام بأنه محلل للشرق الأوسط وشمال إفريقيا، ولكن قبل ذلك، كان معروفًا بنشاطه ضد نظام معمر القذافي المخلوع.

## مسيرته
شغل حافظ الغويل منصب عضو دائم في مجموعة البنك الدولي لمدة 16 عامًا في مناصب مختلفة، على سبيل المثال عمل مستشارًا لعميد مجلس المديرين التنفيذيين لمجموعة البنك الدولي حتى نهاية عام 2015 إذ تقاعد مبكرًا.
بين عامي 2009 و2012، عمل أيضًا كمستشار للاستراتيجيات والاتصالات في مكتب نائب الرئيس لمنطقة الشرق الأوسط وشمال إفريقيا وكذلك منسق البرنامج في مكتب نائب رئيس الأمم المتحدة والشؤون الخارجية، في البنك الدولي أيضا.
كما شغل منصب مدير الشؤون الخارجية والاتصالات في كلية محمد بن راشد للإدارة الحكومية، وكان جزءًا من فريق الإدارة العليا (SMT) من 2007 إلى 2009. وكان قد التحق بكلية دبي للإدارة الحكومية (والتي تمتلك شراكة مع كلية جون إف كينيدي للإدارة الحكومية في جامعة هارفارد، وأعيدت تسميتها الآن إلى كلية محمد بن راشد للإدارة الحكومية) على سبيل الإعارة من منصبه كرئيس للشبكة العالمية لمراكز الدبلوماسية العامة والمعلومات والاتصالات للبنك الدولي.
قبل ذلك، عمل حافظ كمساعد رئيسي في شركة فورين ريبورتس Inc، وهي شركة استشارات إدارية مقرها واشنطن العاصمة تنشر تقارير وتحليلات استخباراتية حول التطورات السياسية في صناعة النفط في الشرق الأوسط والقضايا الرئيسية التي تواجه أسواق الطاقة حول العالم. انضم لاحقًا إلى البنك الدولي في عام 1999.
في أواخر الثمانينيات، بعد تخرجه من جامعة جورج واشنطن، عمل حافظ أيضًا كخبير اقتصادي مبتدئ في صندوق النقد الدولي (IMF)، مع التركيز على السياسة النقدية وأسعار الصرف لدول أوبك في الشرق الأوسط وشمال إفريقيا.

## التعليم
هو حاصل على درجة البكالوريوس في الاقتصاد من جامعة جورج واشنطن، وأكمل العديد من برامج الدراسات العليا في فلسفة الدين أيضًا في جورج واشنطن.
وهو حاصل أيضًا على شهادة الدراسات العليا التنفيذية من كلية جون ف. كينيدي الحكومية في جامعة هارفارد في القيادة والسياسة العامة، وشهادة تنفيذية عليا من جامعة ستانفورد في الاتصالات الاستراتيجية والإعلام والنشر.
أكمل حافظ أيضًا العديد من برامج التدريب التنفيذي لمجموعة البنك الدولي في الإدارة والاستراتيجية والتنمية الاقتصادية والسياسة العامة والإدارة.

## بيبلوغرافيا
- Samuels D., How Libya Blew Billions and Its Best Chance at Democracy, www.bloomberg.com, 2014 [1]
- Sorenson D.S., An Introduction to the Modern Middle East: History, Religion, Political Economy, Politics, Westview Press Inc, 2014
- World Bank Group Directory, World Bank Publications 2003
- World Development Indicators: 2003, World Bank Publications 2003